# Liste des œuvres de Krzysztof Penderecki

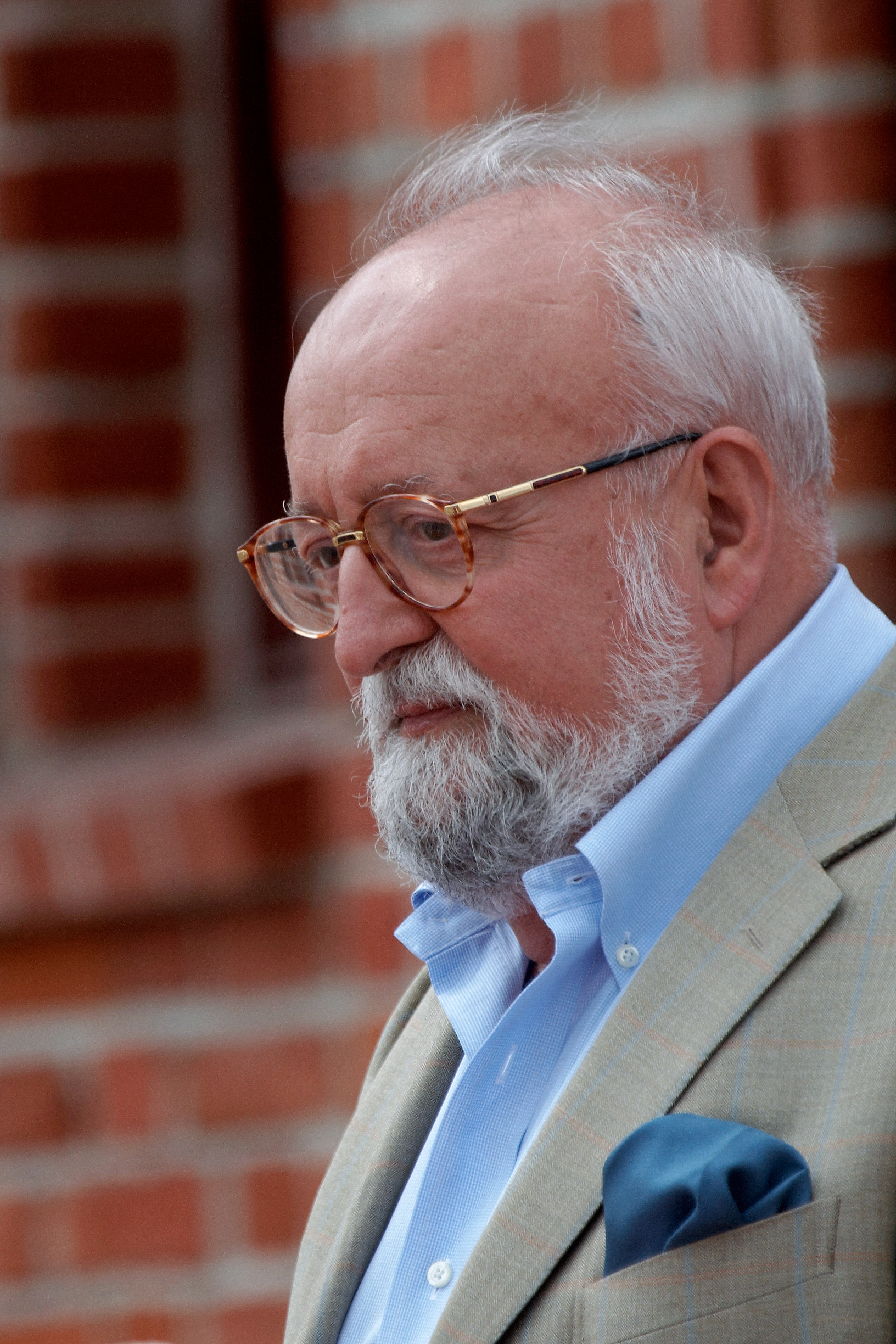
Krzysztof Penderecki

Cet article présente une liste des œuvres de Krzysztof Penderecki.

## Opéras
- Die Teufel von Loudun (Les diables de Loudun, 1968-1969), d'après l'œuvre de Aldous Huxley.
- Paradise Lost (1975-78), d'après le poème de John Milton
- Die schwarze Maske (Le masque noir) (1984-1986)
- Ubu Rex (1990-1991)

## Symphonies
- Symphonie no 1 (1973)
- Symphonie no 2 Christmas (1980)
- Symphonie no 3 (1988-1995)
- Symphonie no 4 Adagio (1989), prix Grawemeyer Award 1992
- Symphonie no 5 coréenne (1991-1992)
- Symphonie no 6 (surnommée par le compositeur lui-même « Chinesische Lieder » / « Mélodies chinoises » (au nombre de huit))[1] (2017)
- Symphonie no 7 Les Sept Portes de Jérusalem (1996), pour voix et orchestre
- Symphonie no 8 Pieśni Przemijania/Songs of Transitoriness/Lieder der Vergänglichkeit (2004-2005), pour voix et orchestre

## Œuvres orchestrales
- Emanations (Emanacje, 1959) pour deux orchestres à cordes
- Anaklasis (1959) pour cordes et percussions
- Thrène à la mémoire des victimes d'Hiroshima (Tren Ofiarom Hiroszimy, 1960) pour 52 instruments à cordes
- Polymorphia (1961) pour 48 instruments à cordes
- Fluorescences (Fluorescencje, 1961-1962) pour orchestre
- Canon (1962) pour orchestre à cordes
- Three Pieces in the Old Style (1963, musique pour le film Le Manuscrit trouvé à Saragosse)
- De Natura Sonoris no 1 (1966)
- Pittsburgh Overture (1967) pour bande de bois
- Kosmogonia (1970)
- De Natura Sonoris no 2 (1971)
- Prélude (1971) pour bois, percussion et contrebasses
- Actions (1971) pour orchestre de jazz
- Intermezzo (1973) pour 24 cordes
- The Dream of Jacob (1974)
- Adagietto d'après Paradise Lost (1979)
- Sinfonietta no 1, pour orchestre à cordes (1992, d'après le trio pour cordes)
- Sinfonietta no 2, pour clarinette et cordes (1994, d'après le quatuor pour clarinette)
- Musique pour Ubu Rex (1994)
- Entrata (1994), pour petite bande de bois
- Burlesque Suite d'après Ubu Rex (1995) pour grande bande de bois
- Serenade, pour orchestre de cordes (1996-1997)
- Luzerner Fanfare (1998), pour huit trompettes et percussion
- Fanfarria Real (2003)
- De Natura Sonoris no 3 (2012)
- Sinfonietta no 3, pour orchestre à cordes (2012, d'après le quatuor à cordes no 3)
- Adagio pour orchestre à cordes (2013, d'après la symphonie no 3)
- Polonaise no 1 pour orchestre (2016)
- Polonaise no 2 pour orchestre (2018)
- Fanfare (2018)

## Concertos
- Piano
  - Concerto pour piano, Résurrection (2001-2002, révision 2007)

- Violon
  - Capriccio pour violon et orchestre (1967)
  - Concerto pour violon no 1 (1976-77, révision 1987)
  - Concerto pour violon no 2 Metamorphosen (1992–1995)

- Alto
  - Concerto pour alto (1983 ; existe aussi dans les versions pour clarinette, violoncelle, orchestre de chambre)

- Violoncelle
  - Sonate pour violoncelle et orchestre (1964) dédiée à Siegfried Palm
  - Concerto pour violoncelle no 1 (1972)
  - Concerto pour violoncelle no 2 (1982)
  - Concerto Grosso no 1, pour trois violoncelles et orchestre (2000-2001)
  - Largo pour violoncelle et orchestre (2003)

- Flûte
  - Fonogrammi pour flûte et orchestre de chambre (1961)
  - Concerto pour flûte et orchestre de chambre (1992)

- Hautbois
  - Capriccio, pour hautbois et 11 cordes (1964)

- Clarinette
  - Concerto Grosso no 2, pour cinq clarinettes et orchestre (2004)
  - Concerto pour clarinette (1997, transcription du concerto pour alto, 1983)
  - Concerto pour clarinette et orchestre de chambre (1995, transcription du concerto pour flûte, 1992)

- Cor
  - Concerto pour cor (2008)

- Autres
  - Partite pour clavecin, guitare électrique, guitare basse, harpe, contrebasse et orchestre (1971, révision 1991)
  - Musique pour flûte en sol, marimba et cordes (2000)

## Musique vocale et chorale
- Psaumes de David (1958)
- Strophen (1959) pour soprano solo, voix récitante et 10 instruments
- Dimensions of Time and Silence (1959-1961)
- Stabat Mater (1962)
- Cantata (1964)
- Passion selon Saint Luc (1965)
- Dies iræ (1967)
- Kosmogonia (1970)
- Utrenja (Morning Prayer) (1969-71)
- Ecloga VIII (1972)
- Canticum Canticorum Salomonis (1970-73)
- Magnificat (1973-74)
- Te Deum (1979)
- Agnus Dei (1981)
- Requiem polonais (1980-84, révision 1993 et 2006, après la mort du pape Jean-Paul II)
- Song of Cherubim (1986)
- Veni Creator (1987)
- Benedicamus Domino (1992)
- Benedictus (1993)
- Agnus Dei (1995, dans le Requiem de la Réconciliation, œuvre collective)
- De Profundis (1996)
- Hymne an den heiligen Daniel (1997)
- Hymne an den heiligen Adalbert (1997)
- Credo (1997-1998)
- Benedictus (2002)
- Powialo na mnie morze snow... (A sea of Dreams did breathe on me...), cycle vocal pour soprano, mezzo-soprano, baryton, chœur et orchestre (2010)

## Musique de chambre
- Quatuor à cordes no 1 (1960)
- Quatuor à cordes no 2 (1968)
- Der unterbrochene Gedanke, pour quatuor à cordes (1988)
- Trio à cordes (1991)
- Quatuor avec clarinette (1993)
- Sextuor pour clarinette, cor, trio à cordes et piano (2000)
- Quatuor à cordes no 3 (2008)
- Quatuor à cordes  no 4 (2016)

## Pièces pour un ou deux instrumentistes
- Violon
  - Sonate pour violon no 1 (1953)
  - Sonate pour violon no 2 (1999)
  - Trois Miniatures, pour violon et piano (1959)
- Alto
  - Cadenza, pour alto (1984)
  - Sarabande, pour alto (2000-2001)
- Violoncelle
  - Capriccio per Siegfried Palm, pour violoncelle (1968)
  - Per Slava, pour violoncelle seul (1986)
  - Divertimento, pour violoncelle seul (1994)
- Clarinette
  - Trois Miniatures, pour clarinette et piano (1956)
  - Prelude, pour clarinette (1987)
- Tuba
  - Capriccio, pour tuba (1980)